# Nils Georgii (friidrottare)
För medaljgravören, se Nils Georgii
Nils Hugo Georgii, född 2 januari 1888 i Stockholm, död 26 augusti 1983 i Täby, var en svensk friidrottare.
Georgi tog SM-guld på 400 meter 1916. Han tävlade för IK Stockholm.
På 1920-talet tjänstgjorde han som amanuens.